# Dolichophorus immaculatus
Dolichophorus immaculatus är en tvåvingeart som beskrevs av Octave Parent 1944. Dolichophorus immaculatus ingår i släktet Dolichophorus och familjen styltflugor. Inga underarter finns listade i Catalogue of Life.